# Lista de prefeitos de Itapiranga (Santa Catarina)
Esta é a lista de prefeitos e vice-prefeitos do município de Itapiranga, estado brasileiro de Santa Catarina:
Foi declarada área de segurança nacional através do inciso IX do art. 1º da Lei nº 5.449, de 4 de junho de 1968. Conforme o art. 2º da mesma Lei, todos os prefeitos passaram a serem nomeados pelo Governador do Estado.
| Nº | Prefeito                    | Partido | Vice-prefeito                    | Início de mandato       | Final do mandato       | Observações                                           |
| -- | --------------------------- | ------- | -------------------------------- | ----------------------- | ---------------------- | ----------------------------------------------------- |
| 1  | Wilibaldo Schoeler          | UDN     | —                                | 14 de fevereiro de 1954 | 14 de novembro de 1954 | Prefeito nomeado                                      |
| 2  | Arthur Goerck               | PRP     |                                  | 15 de novembro de 1954  | 14 de novembro de 1959 | Prefeito eleito                                       |
| 3  | Affonso Schwengber          | PSD     |                                  | 15 de novembro de 1959  | 20 de abril de 1964    | Prefeito eleito                                       |
| 3  | Affonso Schwengber          | UDN     |                                  | 19 de junho de 1964     | 14 de novembro de 1964 | Prefeito eleito                                       |
| 4  | Vendelino Grasel            | PSD     |                                  | 21 de abril de 1964     | 18 de junho de 1964    | Prefeito eleito                                       |
| 5  | Walter Bruno Koelln         | PSD     |                                  | 15 de novembro de 1964  | 30 de janeiro de 1966  | Prefeito eleito                                       |
| 6  | Ludgero Wiggers             | ARENA   |                                  | 31 de janeiro de 1966   | 15 de março de 1970    | Prefeito nomeado                                      |
| 7  | Gilberto José Goerck        | ARENA   |                                  | 15 de março de 1970     | 16 de julho de 1975    | Prefeito nomeado                                      |
| 8  | Luiz Frantz                 | ARENA   |                                  | 17 de julho de 1975     | 27 de agosto de 1975   | Prefeito nomeado                                      |
| 9  | Ottmar José Schneiders      | ARENA   |                                  | 28 de agosto de 1975    | 31 de dezembro de 1978 | Prefeito nomeado                                      |
| 9  | Ottmar José Schneiders      | ARENA   |                                  | 1º de janeiro de 1979   | 12 de maio de 1982     | Prefeito nomeado                                      |
| 10 | Luiz Frantz                 | PDS     |                                  | 13 de maio de 1982      | 15 de março de 1985    | Prefeito nomeado                                      |
| 11 | Roberto Francisco Berwanger | PDS     |                                  | 15 de março de 1985     | 31 de dezembro de 1985 | Prefeito nomeado                                      |
| 12 | Gilberto Francisco Henkes   | PMDB    | Edgar Reynaldo Werlang           | 1º de janeiro de 1986   | 25 de novembro de 1987 | Prefeito e vice eleitos em sufrágio universal         |
| 13 | Edgar Reynoldo Werlang      | PMDB    | —                                | 25 de novembro de 1987  | 31 de dezembro de 1988 | Vice-prefeito eleito                                  |
| 14 | Áurio Vendelino Welter      | PMDB    | Jairo Afonso Henkes              | 1º de janeiro de 1989   | 31 de dezembro de 1992 | Prefeito e vice eleitos em sufrágio universal         |
| 15 | Jairo Afonso Henkes         | PMDB    | Edgar Reynaldo Werlang           | 1º de janeiro de 1993   | 31 de dezembro de 1996 | Prefeito e vice eleitos em sufrágio universal         |
| 16 | João Batista Schneiders     | PPB     | José Heckler                     | 1º de janeiro de 1997   | 31 de dezembro de 2000 | Prefeito e vice eleitos em sufrágio universal         |
| 17 | Áurio Vendelino Welter      | PMDB    | Domicílio José Stefanello (PMDB) | 1º de janeiro de 2001   | 31 de dezembro de 2004 | Prefeito e vice eleitos em sufrágio universal         |
| 18 | Vunibaldo Rech*             | PT      | Milton Simon (PT)                | 1º de janeiro de 2005   | 31 de dezembro de 2008 | Prefeito e vice eleitos em sufrágio universal         |
| 18 | Vunibaldo Rech*             | PT      | Milton Simon (PT)                | 1º de janeiro de 2009   | 9 de fevereiro de 2010 | Prefeito e vice reeleitos em sufrágio universal       |
| 19 | Milton Simon*               | PT      | —                                | 9 de fevereiro de 2010  | 31 de dezembro de 2012 | Vice-prefeito eleito                                  |
| 19 | Milton Simon*               | PT      | Inácio Oswald (PP)               | 1º de janeiro de 2013   | 31 de dezembro de 2016 | Prefeito reeleito e vice eleito                       |
| 20 | Jorge Welter                | PMDB    | Fernando Otone Girardi (PSDB)    | 1º de janeiro de 2017   | 31 de dezembro de 2020 | Prefeito e vice reeleitos em sufrágio universal       |
| 21 | Alexandre Gomes Ribas       | PP      | Nilo José Bourscheidt (PT)       | 1º de janeiro de 2021   | 31 de dezembro de 2024 | Prefeito e vice eleitos em sufrágio universal         |
| 21 | Alexandre Gomes Ribas       | PL      | Elton Martinho Maldaner (PP)     | 1° de janeiro de 2025   | Atualidade             | Prefeito reeleito e vice eleito em sufrágio universal |

Observações
*Vunibaldo Rech morreu no cargo e assumiu o vice-prefeito Milton Simon